# Dekanat Krosno Odrzańskie
Dekanat Krosno Odrzańskie – jeden z 30 dekanatów należący do diecezji zielonogórsko-gorzowskiej, metropolii szczecińsko-kamieńskiej, Kościoła rzymskokatolickiego w Polsce.

## Władze dekanatu[1]
- Dziekan: ks. Sławomir Strzyżykowski
- Wicedziekan: vacat
- Ojciec duchowny: ks. Jacek Grzelak
- Dekanalny duszpasterz młodzieży i powołań: ks. Jędrzej Polak (od 6.09.2023)

## Parafie
- Bobrowice – Parafia Podwyższenia Krzyża Świętego

Janiszowice – Kościół filialny pw.  Niepokalanego Poczęcia Najświętszej Maryi Panny
Kosierz – Kościół filialny pw.  Nawiedzenia Najświętszej Maryi Panny
Lubiatów – Kościół filialny pw.  Matki Bożej Częstochowskiej
Tarnawa – Kościół filialny pw.  Najświętszego Serca Pana Jezusa
Dachów – Sala w świetlicy gminnej
Wełmice – Kaplica  św. Józefa
Żarków – Sala w świetlicy gminnej
- Bytnica – Parafia Świętych Apostołów Piotra i Pawła

Budachów – Kościół filialny pw.  św. Józefa
Dobrosułów – Kościół filialny pw.  Chrystusa Króla
Grabin – Kościół filialny pw.  św. Jana Chrzciciela
Gryżyna – Kaplica  Podwyższenia Krzyża Świętego
Struga – Kaplica  Miłosierdzia Bożego
- Dychów  – Parafia Miłosierdzia Bożego

Brzózka – Kościół filialny pw.  Najświętszej Maryi Panny Królowej Polski
Bronków – Kaplica   Matki Bożej Szkaplerznej
- Krosno Odrzańskie  – Parafia św. Jadwigi Śląskiej

Gostchorze – Kościół filialny pw.  Najświętszego Serca Pana Jezusa
Krosno Odrzańskie  – Kościół filialny pw.  św. Andrzeja Apostoła
Krosno Odrzańskie  – Kaplica   szpitalna

- Leśniów Wielki  – Parafia Wniebowzięcia Najświętszej Maryi Panny

Drzonów – Kościół filialny pw. św. Mikołaja
Łagów – Kościół filialny pw.  Podwyższenia Krzyża Świętego
Trzebule – Kościół filialny pw.  Jana Chrzciciela
Sudoł – Kaplica -  Miłosierdzia Bożego
- Maszewo  – Parafia św. Wojciecha

Lubogoszcz – Kościół filialny pw. Matki Bożej Częstochowskiej
Rybaki – Kościół filialny pw.  Najświętszego Serca Pana Jezusa
Radomicko – Kaplica   Jezusa Miłosiernego
- Osiecznica – Parafia Świętych Apostołów Piotra i Pawła

Czetowice – Kościół filialny pw.  Matki Bożej Bolesnej
Łochowice – Kościół filialny pw.  Chrystusa Króla
Skórzyn – Kościół filialny pw.  Podwyższenia Krzyża Świętego
Bielów – Kaplica - Świętych Męczenników z Międzyrzecza
Osiecznica  – Kaplica -  św. Faustyny (przy plebanii)
- Pław – Parafia św. Elżbiety Portugalskiej

Ciemnice – Kościół filialny pw.  Wszystkich Świętych
Dąbie – Kościół filialny pw.  Najświętszego Serca Pana Jezusa
Gronów – Kościół filialny pw.  Narodzenia Najświętszej Maryi Panny
Szczawno – Kościół filialny pw.  św. Maksymiliana M. Kolbe
Brzeźnica – Kaplica  św. Alberta Chmielowskiego (kaplica w DPS)
Gronów – Kaplica  Narodzenia NMP
- Połupin – Parafia bł. Karoliny Kózki

Nowy Zagór – Kościół filialny pw.  św. Antoniego Padewskiego
Stary Raduszec – Kościół filialny pw.  św. Huberta
Strumienno – Kościół filialny pw.  Matki Bożej Fatimskiej
- Radnica  – Parafia Najświętszej Maryi Panny Częstochowskiej

Będów – Kościół filialny pw.  Trójcy Świętej
Sycowice – Kościół filialny pw.  Narodzenia Najświętszej Maryi Panny
Szklarka Radnicka – Kościół filialny pw.  Najświętszej Maryi Panny Matki Kościoła